# Trypanidius isolatus
Trypanidius isolatus es una especie de escarabajo longicornio del género Trypanidius, tribu Acanthocinini, subfamilia Lamiinae. Fue descrita científicamente por Waterhouse en 1890.

## Descripción
Mide 13-15 milímetros de longitud.

## Distribución
Se distribuye por Brasil.